# This Will Destroy You
This Will Destroy You abreviado frecuentemente como TWDY es una banda instrumental estadounidense  de post rock surgida en 2005 en San Marcos, Texas. Está formada por los guitarristas Chris King y Jeremy Galindo, el bajista y teclista Donovan Jones y el batería Alex Bhore. Tras su formación publicaron el EP Young Mountain, que en un principio iba a ser la primera demo del grupo, con críticas positivas. Su primer álbum, This Will Destroy You, salió al mercado el 29 de enero de 2008. Un año después publicaron un split con la banda Lymbyc Systym con dos canciones de This Will Destroy You.

## Discografía

### Álbumes de estudio
S/T (2007)
- This Will Destroy You (LP, Magic Bullet Records, 2008)
- Tunnel Blanket (Monotreme Records, 2011)
- Another Language (Suicide Squeeze Records, 2014)
- New Others Part One (2018)
- New Others Part Two (2018)
- Vespertine (2020)

### EP
- Young Mountain (EP, Magic Bullet Records, 2006)[1]
- Field Studies (split con Lymbyc Systym, Magic Bullet Records, 2009)
- Moving on the Edges of Things (EP, Magic Bullet Records, 2010)